# Jaltomata bohsiana
Jaltomata bohsiana är en potatisväxtart som beskrevs av Mione och D.M.Spooner. Jaltomata bohsiana ingår i släktet jaltomator, och familjen potatisväxter. Inga underarter finns listade i Catalogue of Life.